# Яковенко, Вера Вадимовна
Вера Вадимовна Яковенко (укр. Віра Вадимівна Яковенко; род. 30 июля 1978, Львов, Украинская ССР, СССР) — украинский кинорежиссёр, сценаристка.

## Биография
Родилась во Львове в семье актёров. Окончила Киевский национальный университет им. И. Карпенка-Карого (курс Михаила Ильенко и В. Сивака). Снимала кинофильмы на Украине, в Германии.

## Награды
- 1999 — Международный кинофестиваль «Молодость-2000», специальный приз за режиссуру, фильм «Рождение звука»
- 2001 — Венгерский фестиваль Mediawave-2002, диплом за лучший фильм в молодёжной номинации, фильм «Спящая красавица»
- 2003 — Диплом Академии искусств Украины, фильм «Мой Гоголь»
- 2004 — Берлинский кинофестиваль, Movie Of A Week Award, фильм «Блондинка умирает дважды»
- 2009 — Киевский международный кинофестиваль, диплом за лучший актёрский ансамбль, фильм «Контракт»

## Фильмография

### Режиссёр
1. 1999 — «Рождение звука»
2. 2006 — «Вернуть Веру»
3. 2007 — «Игры в солдатики»
4. 2007 — «Ван Гог не виноват»
5. 2008 — «Как найти идеал?»
6. 2009 — 2011 — «Чужие ошибки»
7. 2009 — «Контракт»
8. 2009 — «Такси?» (короткометражка)
9. 2010 — «Мудаки. Арабески»
10. 2015 — «Клиника»
11. 2016 — «Центральная больница»
12. 2016 — «Свадебное платье»
13. 2016 — «Водилы»
14. 2017 — «Доктор Ковальчук»
15. 2019 — «Голос ангела»
16. 2019 — «С волками жить»
17. 2019 — «Следователь Горчакова»

### Сценарист
1. 2008 — «Как найти идеал?»
2. 2009 — «Контракт»
3. 2009 — «Такси?» (короткометражка)